# Derrick Pierce
Derrick Pierce (Springfield, Massachusetts - 1 de marzo de 1974) es un actor pornográfico estadounidense. Comenzó su carrera de actor porno en películas para adultos en aproximadamente el año 2005. Cuando era niño, se trasladó al Sur de California con su madre y creció en el área de Sylmar en el Valle de San Fernando.

## Primeros años
Pierce nació en Springfield, Massachusetts y se crio en Los Ángeles, California. Él es de ascendencia francesa e italiana. Fue criado por una madre soltera, a quien le atribuye una muy fuerte influencia en su vida y la razón principal de su intensa apreciación de las mujeres. Su madre también estaba en el mundo del entretenimiento, como eran sus amigas, y ha indicado que el haber sido criado en un ambiente predominado por el sexo femenino rodeado de hermosas mujeres, lo llevó a su atracción y afinidad para las mujeres. Él llegó a ser sexualmente activo a los 13 años de edad y dice que las mujeres siempre parecían disfrutar hablar con él. Mientras crecía, su madre temía que él no podría llegar más allá de la edad de 16 años debido a su naturaleza y problemas de comportamiento y de estilo de vida, pero ella era consciente de su carrera en la industria del sexo y generalmente apoyo en lo que hacia para vivir.
Pierce tiene un certificado de entrenador personal e instructor de artes marciales desde los dieciséis años antes de entrar a trabajar en el porno.

## Carrera en películas para adultos
Pierce primera escena fue con Vanessa Lane en Gothsend 4. Él eligió el apellido "Pierce" por su nombre artístico porque había pezón y pírsines en la lengua en el tiempo. El primer nombre de "Derrick" fue sugerido por un exnovia de su. con Anterioridad a su entrada en la industria para adultos, trabajó como instructor de artes marciales en el Sur de California. Su entrada en el negocio era algo de una coincidencia cuando conoció a Lexi Tyler, un adulto de actor/bailarín que frecuentaba el gimnasio, donde trabajó como entrenador. Él, finalmente firmó con L. A. Directo de los Modelos y de inmediato comenzó a trabajar como un adulto artista.

## Trabajo en otros medios de comunicación
En mayo de 2008, Derrick Pierce se convirtió en el coanfitrión, con Kylie Ireland, de ''Playboy's Sirius Radio show", ''The Friday Night Threeway".

## Premios y nominaciones
| Año  | Terna                                              |
| ---- | -------------------------------------------------- |
| 2009 | Mejor Intérprete Masculino (Los Fanes De Elección) |

| Año  | Resultado                                             | Película                                     |
| ---- | ----------------------------------------------------- | -------------------------------------------- |
| 2011 | Macho Artista del Año                                 |                                              |
| 2012 | Macho Artista del Año                                 |                                              |
| 2013 | Macho Artista del Año                                 |                                              |
| 2013 | Mejor Escena - Parejas-Temática (con Gracie Glam)     | Romper Todos Los Lazos                       |
| 2014 | Mejor Actor - Parejas-Temática                        | Toba Amor                                    |
| 2014 | Director del Año -                                    | Toba Amor                                    |
| 2014 | Macho Artista del Año                                 |                                              |
| 2014 | Mejor Actor De Reparto                                | Underworld                                   |
| 2014 | Mejor Escena - Película (con Jessica Drake)           | Underworld                                   |
| 2015 | Macho Artista del Año                                 |                                              |
| 2015 | Mejor Actor - Película                                | Apocalipsis X                                |
| 2015 | Mejor Actor De Reparto                                | Wetwork                                      |
| 2016 | Macho Artista del Año                                 |                                              |
| 2016 | Mejor Actor – Parodia                                 | Magic Mike XXX: A Hardcore Parody            |
| 2016 | Mejor Actor De Reparto                                | Batman vs Superman XXX: An Axel Braun Parody |
| 2016 | Mejor Escena de Sexo – Parodia (con Jessica Drake)    | Magic Mike XXXL                              |
| 2016 | Mejor Escena de Sexo - Sexo (con Siri Y Tommy Pistol) | Sirious                                      |

| Año  | Resultado                    | Película                           |
| ---- | ---------------------------- | ---------------------------------- |
| 2007 | De Nuevo Semental            |                                    |
| 2008 | Solo En El Rendimiento Actor | Subir                              |
| 2016 | Mejor Actor                  | Magic Mike XXXL: A Hardcore Parody |